# Pythons
Pythons — другий студійний альбом гурту Surfer Blood, який виконує музику в стилі інді-рок. Альбом вийшов у червні 2013 року під лейблом Sire Records. Його продюсером виступив Ґіл Нортон. Услід за випуском міні-альбому Tarot Classics, гурт Surfer Blood писав нові пісні, перебуваючи в музичному турне. Технічно першою піснею, написаною для цього альбому, була «Prom Song», оскільки гітарні мелодії до цієї пісні були готові ще за кілька років до запису самої пісні. Альбом містить всі ті якості, що визначають музику Surfer Blood, але позбавлений тієї реверберації, яка притаманна попереднім записам, які гурт робив у квартирі фронтмена Джона Пола Піттса, а також звук виразно чистіший порівняно з ними. Гітарист гурту Pixies Джої Сантьяго позичив колективу на період запису цього альбому музичне обладнання, таке як підсилювачі та гітари, оскільки продюсер Ґіл Нортон є його близьким другом, і саме він виконував роль продюсера значної частини дискографії гурту Pixies.

## Список композицій
| #   | Назва              | Тривалість |
| --- | ------------------ | ---------- |
| 1.  | «Demon Dance»      | 3:14       |
| 2.  | «Gravity»          | 2:47       |
| 3.  | «Weird Shapes»     | 3:30       |
| 4.  | «I Was Wrong»      | 3:37       |
| 5.  | «Squeezing Blood»  | 3:15       |
| 6.  | «Say Yes to Me»    | 2:54       |
| 7.  | «Blair Witch»      | 3:13       |
| 8.  | «Needles and Pins» | 3:41       |
| 9.  | «Slow Six»         | 4:25       |
| 10. | «Prom Song»        | 3:53       |

| Pythons (Deluxe Version) | Pythons (Deluxe Version) | Pythons (Deluxe Version) |
| #                        | Назва                    | Тривалість               |
| ------------------------ | ------------------------ | ------------------------ |
| 11.                      | «Bird 4 U»               | 2:56                     |
| 12.                      | «Phantom Limb»           | 3:09                     |

## Учасники
- Джон Пол Піттс — вокал, гітара
- Томас Фекет — гітара, вокал
- Кевін Вільямс- баси, клавішні, вокал
- Тайлер Шварц — ударні
- Ґіл Нортон — продюсер
- Ден Остін — інжиніринг, програмування
- Браян Ґарднер — мастеринг
- Роб Шнапф — мікшування
- Кріс Шчех — асистент мікшування
- Брендан Декора — асистент інжинірингу
- Джеф Соснов — A&R
- Алекс Блек — A&R
- Джулія Піттс — фотографія
- Френк Меддокс — мистецький напрямок, фотографія
- Естебан Ньюманн — ілюстрації